# Roderic de la Guitarra
Roderic de la Guitarra, va ser un llaütista i intèrpret espanyol, actiu principalment durant la primera meitat del segle XV.
Roderic va entrar al servei de la casa de Trastámara i va ser compositor de la cort de Ferran d'Antequera quan va ser coronat rei el 1412. A la mort de Ferran el 1416, el va succeir el seu fill Alfons el Magnànim i Roderic va romandre al seu servei sota el títol de ministrer de cambra. Fou enviat a actuar davant el comte de Foix i davant les corts de Navarra i Castella, acompanyat de Diego, un cantant que també servia a la reialesa trastàmara.
Roderic va acompanyar Alfons en la conquesta de Nàpols el 1421; i l'any següent mentre estava lluny de casa, la seva dona, Inés González, va ser segrestada a València enmig d'un robatori. Els segrestadors van ser atrapats a Sevilla i castigats. A finals de 1423 va tornar a la península i consta a Barcelona; roman als registres de l'Arxiu reial de Barcelona fins al 1427. Després desapareix del registre històric fins al 1458, en el que va ser un dels diversos instrumentistes que va actuar en públic durant la festa de l'Assumpció d'aquell any.
No s'ha pogut atribuir definitivament a Roderic cap obra que es conservi, tot i que s'ha suggerit que és l'autor de l'Angelorum psalat, una balada del Còdex Chantilly. Al manuscrit, la peça apareix sota el nom de S Uciredor, o Rodericus lletrejat al revés, i Roderic de la Guitarra és l'únic músic conegut d'aquella època amb aquest nom.